# Tropical house
Genres dérivés
Tropical trance
La tropical house est un sous-genre de la deep house et de la house. Les artistes évoluant dans ce genre sont souvent présents dans différents festivals, tels que Bakermat avec la scène Bakermat and Friends à Tomorrowland en 2014. Parmi les artistes de tropical house, on peut citer Kygo, Klangkarussell, Klingande, Lost Frequencies, Matoma. Bien qu’on puisse faire remonter les origines de la tropical house à la chanson Sunchyme de Dario G, sortie en 1997 et utilisée à de nombreuses reprises par la suite, ce n’est pas avant le début des années 2010 que le genre est réellement défini[réf. nécessaire].

## Histoire
Le nom de tropical house était à l’origine une sorte de blague de Thomas Jack, mais a depuis été popularisé et est pleinement reconnu. Le terme « trouse » ne doit pas être confondu avec Trop House. En effet, la trouse est un mélange de trance et de house progressive, et utilise des synthétiseurs.
C’est en 2015 que la tropical house a réellement percé avec des succès tels que Firestone de Kygo, Lean On de Major Lazer & DJ Snake, le remix de Cheerleader du jeune producteur allemand Felix Jaehn et enfin Justin Bieber au niveau mainstream avec les titres What Do You Mean et Sorry de l'album Purpose ou encore Lady Gaga avec le titre The Cure.

## Caractéristiques
La tropical house est un sous-genre de la deep house, qui est elle-même un sous-genre de la house. Elle peut encore se décliner dans de nouveaux genres comme la hip-trop (un mélange de hip-hop et de tropical house) popularisée par le producteur norvégien Matoma ou encore la Tropihton apparue en 2017 grâce au bordelais Edouard Cobalt qui est une tropical house très percussive, se rapprochant du moombahton. Ainsi on retrouve dans la tropical house les sonorités caractéristiques de la house que ce soit à travers l’utilisation de synthétiseurs ou l’utilisation d’un kick à quatre temps. La tropical house se différencie de la deep house, qui a souvent un son très sombre, par son côté plus réjouissant et relaxant. Le tempo de la tropical house est un peu plus lent (généralement entre 98 et 108 BPM) que celui de la deep house. La tropical house n'utilise pas les gros drops de la big room. Elle utilise par ailleurs des instruments exotiques tels que le steel drum, la flûte de Pan ou le marimba. Quant aux effets utilisées, le side-chain et la réverbération sont les plus courants enfin de donner des mélodies plus planantes et des basses rebondies.

## Artistes
Ils incluent notamment : Bakermat, Edouard Cobalt, Klangkarussell, Felix Jaehn, Jonas Blue, Lost Frequencies, Klingande, Kygo, Xelpy, Ozbo, Markvard, Vexento, Ofenbach, Major Lazer, Matoma, Mau Kilauea, Paxel, Robin Schulz, Sam Feldt, SeeB, Thomas Jack, et Petit Biscuit.